# Artur Lundqvist
Artur Lundqvist (i riksdagen kallad Lundqvist i Trollhättan), född 8 juni 1894 i Hjärtum, död 10 december 1963 i Trollhättan, ombudsman och riksdagspolitiker.
Lundqvist var först maskinist och lokförare innan han på heltid satsade på politiken. Han tillhörde Socialdemokraterna och var mandatperioden 1945–1948 riksdagsledamot i Andra kammaren där han representerade sitt parti i Älvsborgs läns norra valkrets. Fr. o. m. 1953 tillhörde han åter andra kammaren.